# Thure Sällberg

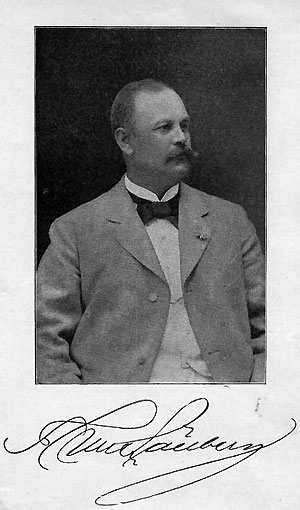
Thure Sällberg

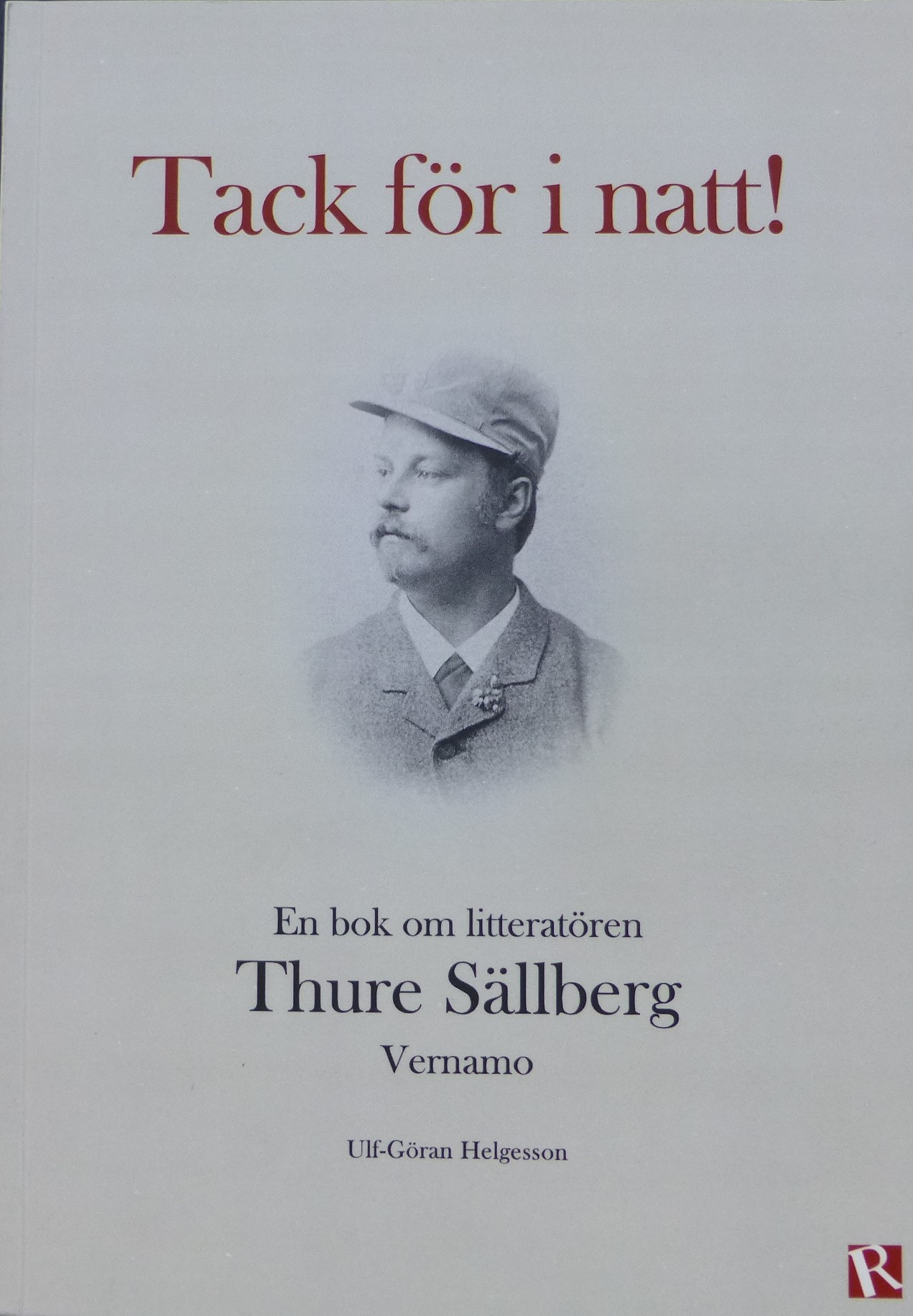
Omslaget till Tack för inatt!

Karl Thure Sällberg, född den 12 november 1854 i Nydala socken, Jönköpings län och död den 27 januari 1908 i Värnamo, var en svensk författare och tidningsman.

## Biografi
Sällberg var hela sitt liv Värnamobygden trogen. Han tog studentexamen 1874 och var därefter några år anställd vid Postverket. Från 1882 var han verksam som publicist och medverkade i olika Värnamotidningar, bland annat som redaktör för Vernamo-Posten, Vernamo Allehanda och Vernamoposten. Den senare tidningen ägde han mellan 1905 och fram till sin död. 
Han var även kommunalpolitiker, brandbefäl och lärare vid Värnamo folkhögskola samt grundade länets första nykterhetsförening i Värnamo 1883.
Men sin bestående ryktbarhet skaffade sig Sällberg emellertid som folklivsskildrare och bygdekrönikör med djup lokal förankring. Han beskrev folkets talesätt, vanor och uppförande och hans paschaser publicerades varje vecka i olika svenska tidningar och även i Nordamerikas svenskbygder.
Han gav ut ett flertal samlingar i bokform och de återutgavs även i olika samlade upplagor och urval.
Karaktäristik ur en samtida recension
| ”                    | Det är en samling kostliga historier från allmogens lif, som författaren här sammanställt. Bilderna äro tecknade i raska, kraftiga drag, ofta med bjärta färger men dock fria från öfverdrifter. De karaktäriseras af dråplig humor, bred och saftig men alltid af ypperlig verkan. Författaren visar sig som en folkskildrare af stor talang | „ |
| – Hudiksvalls-Posten | |   |

### Samlade upplagor och urval
- Samlade bygdehistorier. Gernandts folkbibliotek ; 3. Stockholm: Beijer. 1899-1900. Libris 1645620. https://runeberg.org/sambygd/ - Med illustrationer av Georg Stoopendaal, Theodor Heurlin, Wille Gernandt och C. A. Olausson.
- Folklifsbilder : ny samling humoresker och skisser. Gernandts folkbibliotek ; 6. Stockholm: Beijer. 1902-1903. Libris 1761803 - Med illustrationer av Georg Stoopendaal, Theodor Heurlin och E. Åberg.
- Humoresker, skisser och historier från bygden. Stockholm: Beijer. 1909. Libris 1618126. https://runeberg.org/humohis/
- Roliga historier. Stockholm: Bonnier. 1917. Libris 2234096